# كوتا أوجينو
كوتا أوجينو (باليابانية: 荻野 広大) (2 مايو 1997 في كيوتو في اليابان – )؛ هو لاعب كرة قدم ياباني سابق كان يلعب كلاعب وسط.

## وصلات خارجية
- كوتا أوجينو على موقع رابطة كرة القدم اليابانية للمحترفين (اليابانية)
- كوتا أوجينو على موقع قاعدة بيانات كرة القدم.إي يو (الإنجليزية)
- كوتا أوجينو على موقع Soccerway.com (الإنجليزية)
- كوتا أوجينو على موقع عالم كرة القدم.نت (الإنجليزية)